# Acanthopygus
Acanthopygus é um género de besouro pertencente à família Anthribidae.
Espécie:
- Acanthopygus albopunctatus Montrouzier, 1860
- Acanthopygus cinctus Montrouzier, 1860
- Acanthopygus griseus Montrouzier, 1860
- Acanthopygus metallicus Montrouzier, 1860
- Acanthopygus rubricollis Montrouzier, 1860
- Acanthopygus uniformis Heller, 1916